# Гарфилд (Џорџија)
Гарфилд (енгл. Garfield) град је у америчкој савезној држави Џорџија. По попису становништва из 2010. у њему је живело 201 становника.

## Демографија
Према попису становништва из 2010. у граду је живело 201 становника, што је 49 (32,2%) становника више него 2000. године.
| Група             | 2000.       | 2010.       |
| Белци             | 115 (75,7%) | 166 (82,6%) |
| Афроамериканци    | 37 (24,3%)  | 34 (16,9%)  |
| Азијати           | 0 (0,0%)    | 0 (0,0%)    |
| Хиспаноамериканци | 0 (0,0%)    | 0 (0,0%)    |
| Укупно            | 152         | 201         |